# Osmia cornuta

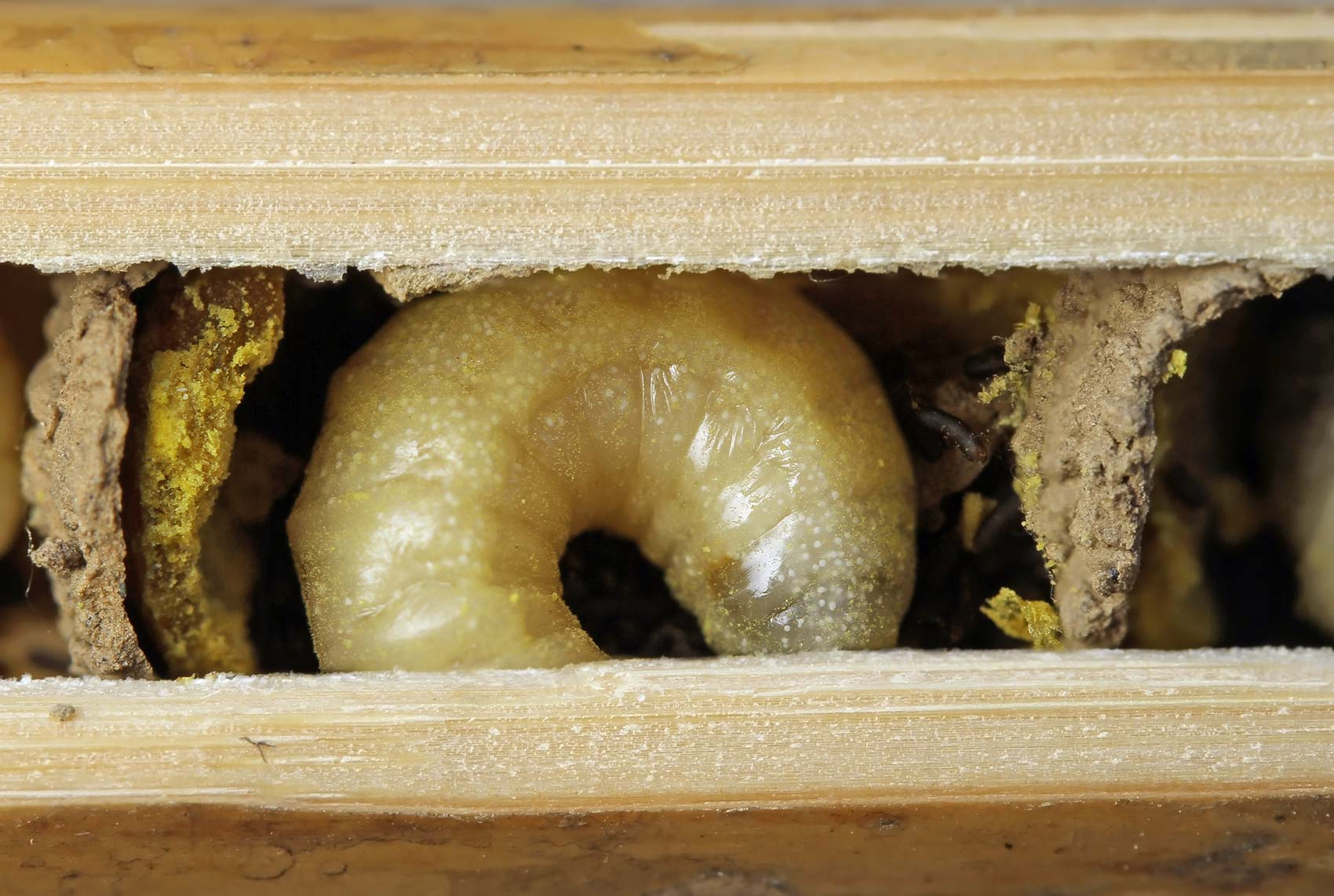
Личинка Osmia cornuta

Osmia cornuta — вид перетинчастокрилих комах родини мегахілид (Megachilidae).

## Поширення
Трапляється в Європі, Північній Африці, на півночі і південному заході Азії.

## Опис
Комаха завдовжки від 10 до 15 мм. Черевце повністю покрито рудими довгими волосками, в той час як інша частина тіла так само довгими, але чорного кольору.

## Спосіб життя
Живиться нектаром і пилком 13 видів родини рослин. 
Робить гнізда в різних щілинах між камінням в скелях або у тріщинах у штукатурці старих будинків, але частіше у мертвій деревині (дошках, балках, колодах). Часто заселяє будиночки для комах.

## Підвиди
- Підвид: Osmia cornuta cornuta (Latreille, 1805)
- Підвид: Osmia cornuta divergens Friese, 1920
- Підвид: Osmia cornuta neoregaena Mavromoustakis, 1938
- Підвид: Osmia cornuta quasirufa Peters, 1978

## Галерея

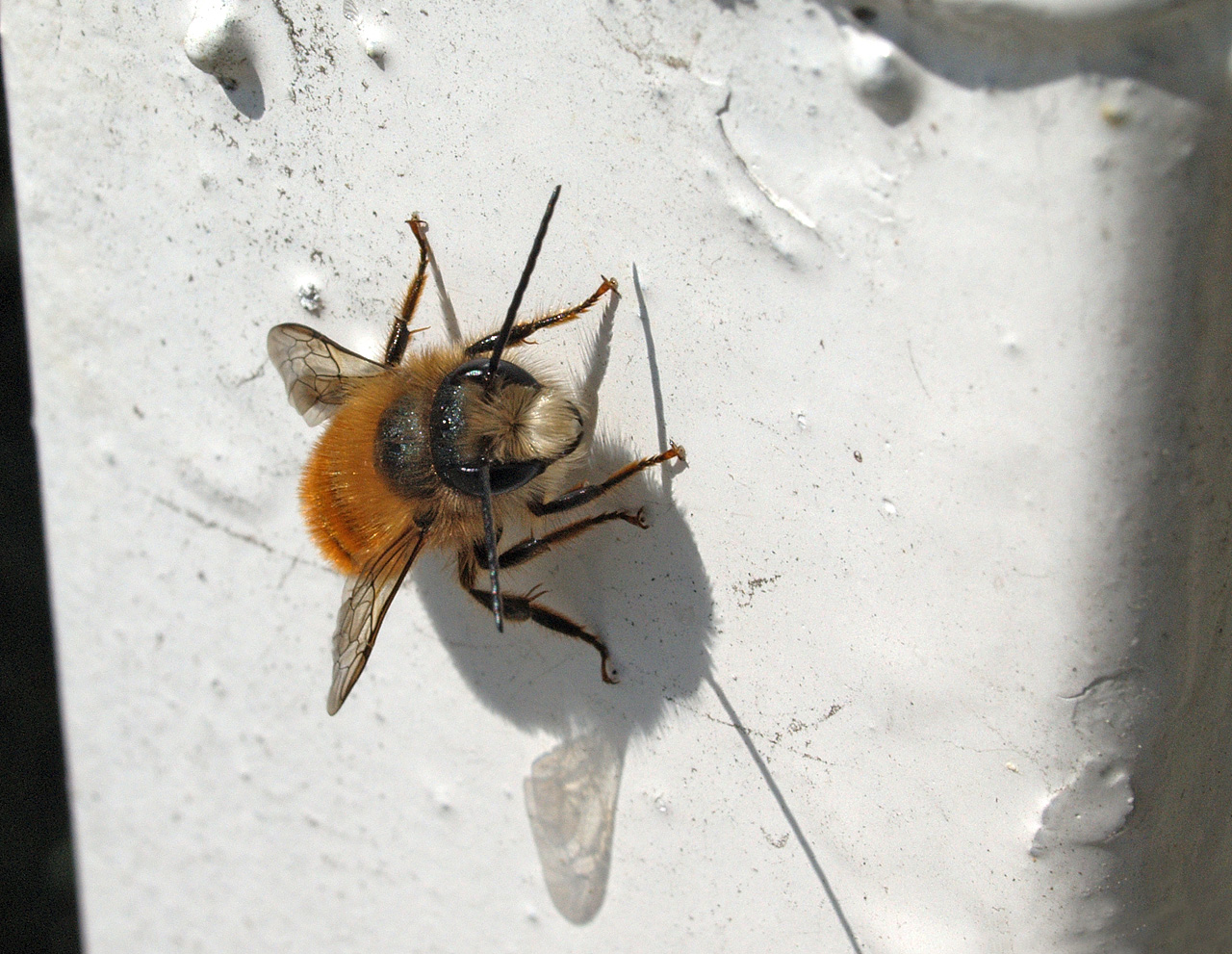
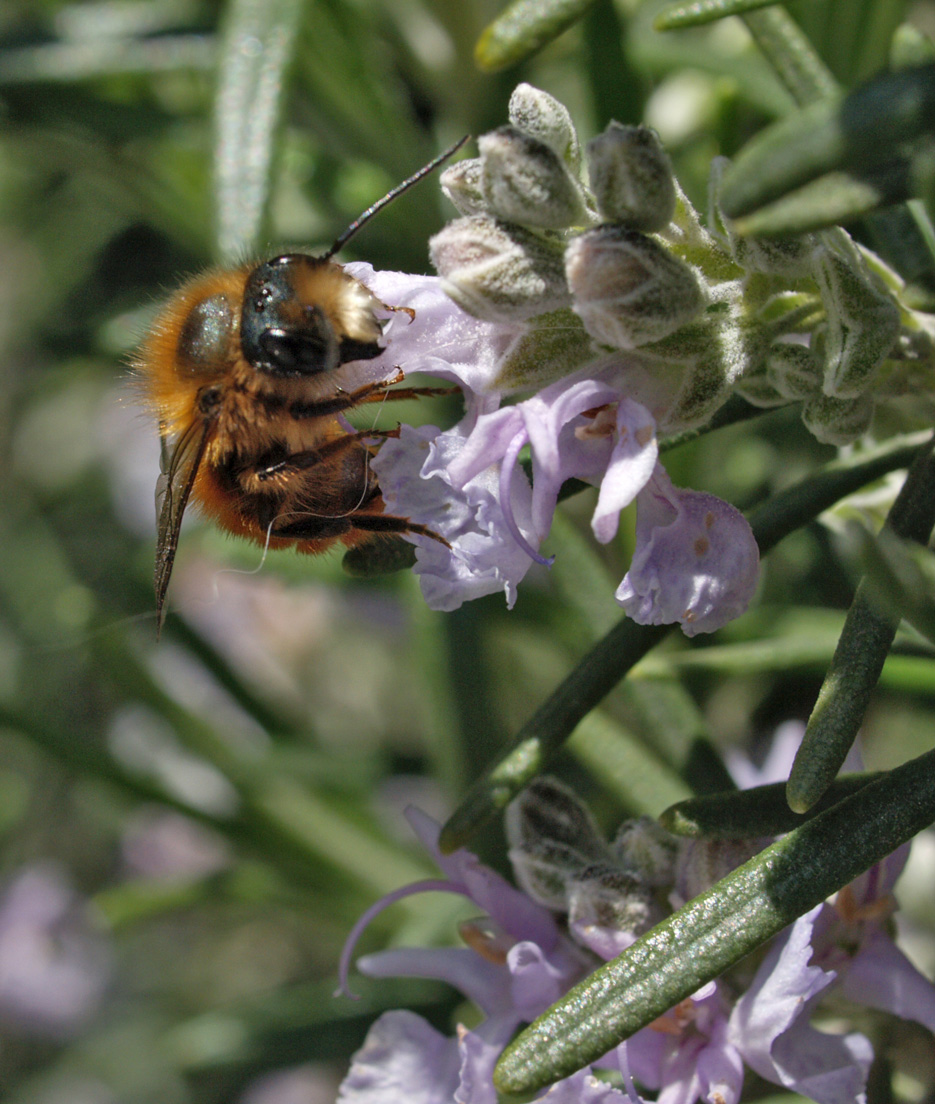
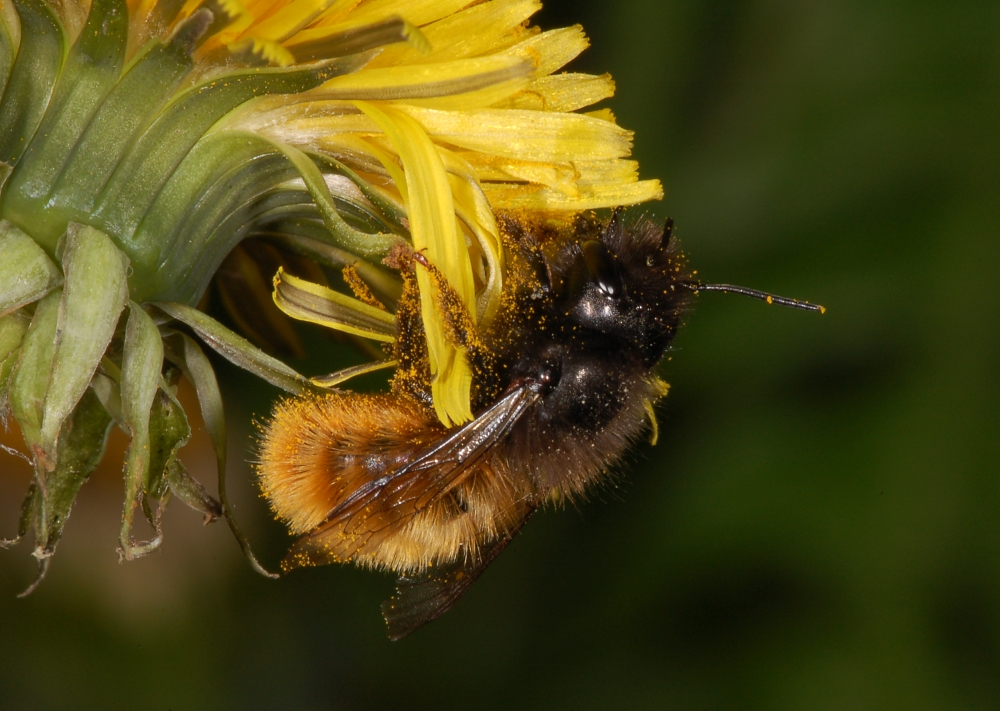
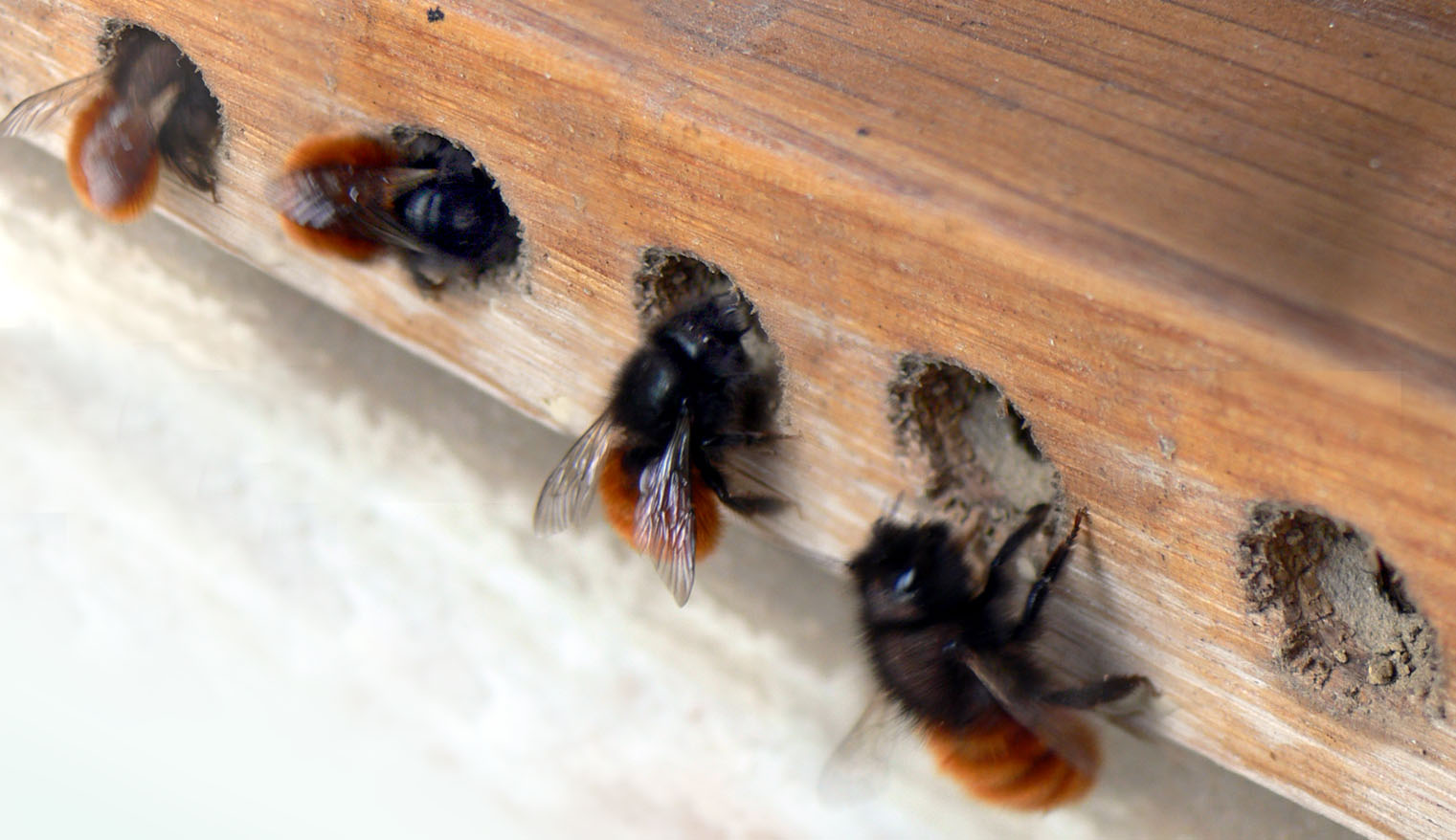
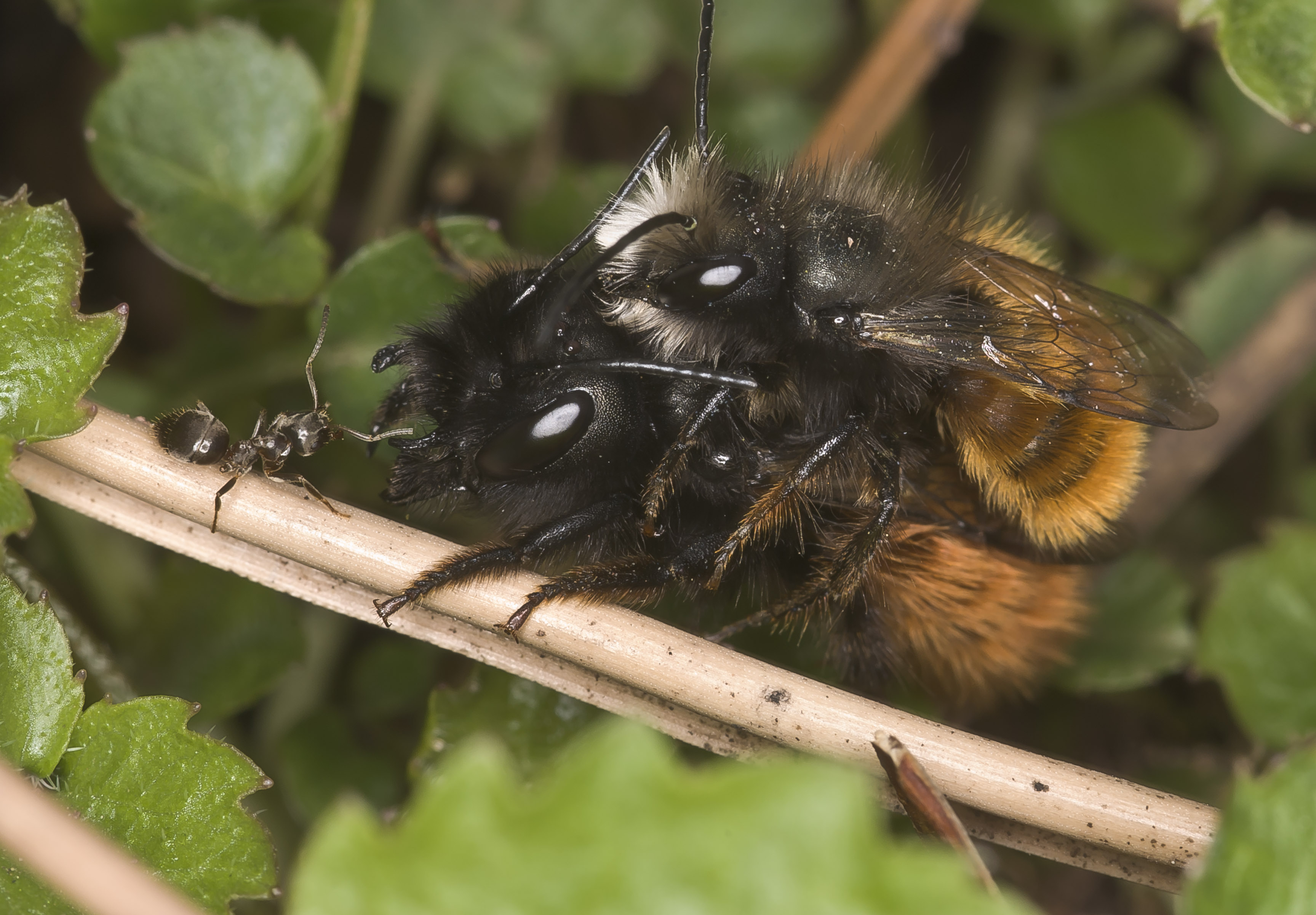